# Pozorovatelna civilní obrany Koblov
Pozorovatelna civilní obrany Koblov, nazývaná také Pozorovatelna civilní obrany Landek, je bývalá železobetonová pozorovatelna civilní obrany v lesich národní přírodní památky Landek nad levým břehem řeky Odry v Koblově v Ostravě v Moravskoslezském kraji.

## Galerie

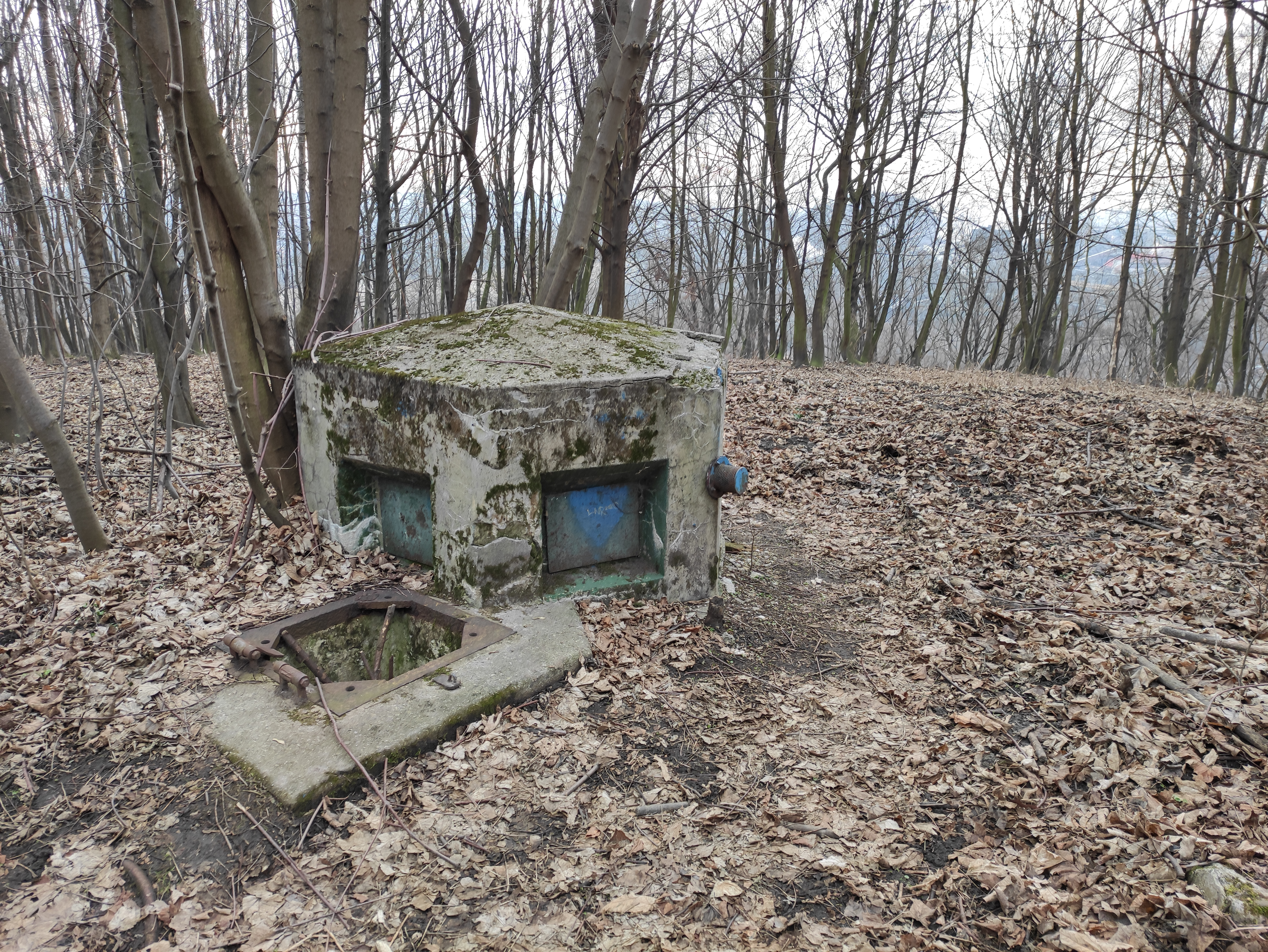
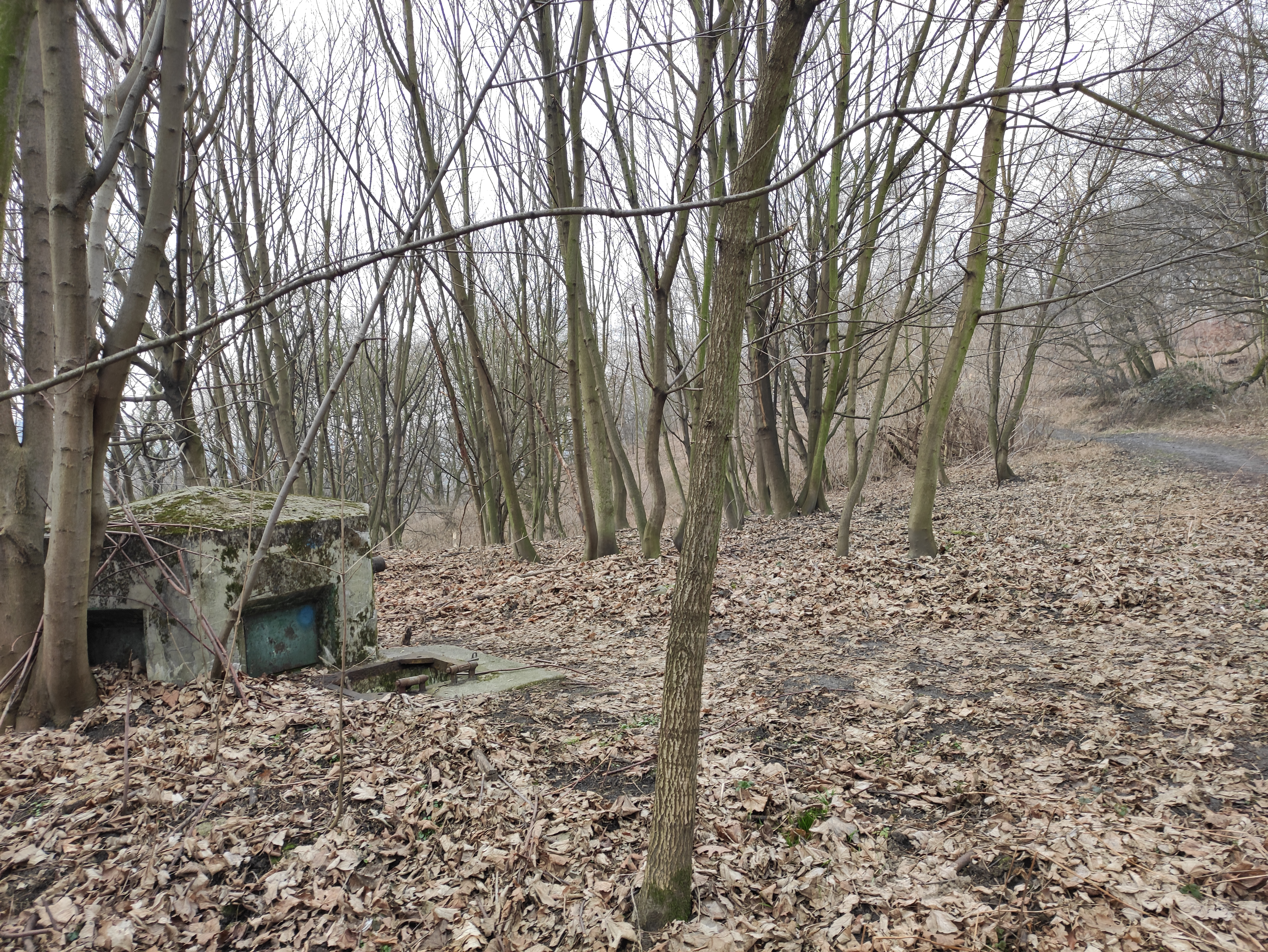

## Historie a technický popis
Je to pozorovatelna klasické konstrukce, skládá se ze dvou místností a bývala oplocena. Její viditelná část je pravidelný šestiboký hranol (pozorovací místnost s uzavíratelnými průhledy a plynotěsným uzávěrem ventilace) a vedle něj je vstup, u kterého již chybí zajištění plynotěsným poklopem. Vznikla v období studené války v Československu jako příprava na možnost jaderné války s cílem předávat informace o válečných škodách v Ostravě.

## Další informace
Pozorovatelna civilní obrany Koblov je neudržovaná a chátrá. Je přístupná z trasy naučné stezky národní přírodní památky Landek. Výhled z místa je zarostený stromy. Na Ostravsku existují ještě čtyři další bývalé pozorovatelny civilní obrany, z nichž pozorovatelna civilní obrany Hladový vrch je renovovaná. Poblíže se nachází zaniklé hradište a rozhledna - Landek (hrad).